# ROCS Cao Hùng (LCC-1)
ROCS "Cao Hùng" (AGC-1) là một tàu đổ bộ lớp LST-542 thuộc biên chế Hải quân Trung Hoa Dân Quốc. Tên gọi Cao Hùng bắt nguồn từ một thành phố nằm tại miền Nam Đài Loan. Đây là thành phố lớn thứ 2 tại Đài Loan với số dân 1,51 triệu người, và là một trong hai thành phố trực thuộc trung ương của Trung Hoa Dân Quốc.
Tàu nguyên là USS Dukes County (LST-735) được đóng mới cho Hải quân Hoa Kỳ trong Chiến tranh thế giới thứ hai. Được đặt tên theo Quận Dukes, Massachusetts, đây là tàu hải quân duy nhất của Hoa Kỳ mang tên này.
"[LST-735] đã được đặt lườm vào ngày 30 tháng 1 năm 1944 tại Pittsburgh, Pennsylvania bởi Dravo Corporation của Neville Island, được hạ thủy vào ngày 11 tháng 3 năm 1944, được đỡ đầu bởi bà GW Fearnside và được nhập biên chế vào Hải quân Hoa Kỳ vào ngày 26 tháng 4 năm 1944 tại New Orleans, Louisiana với Trung úy Theodore F. Aldous làm thuyền trưởng.

## Phục vụ Hải quân Trung Hoa Dân Quốc
Được đổi tên thành 'USS' 'Dukes County' (LST-735)  1 tháng 7 năm 1955, con tàu đã bị loại biên chế (ngày chưa biết) và được cho Trung Hoa Dân Quốc thuê (Đài Loan vào tháng 5 năm 1957 và đổi tên thành ROCS Chung Hai (LST-219). Tàu đã được nhập biên chế vào tháng 1 năm 1962 với tư cách là một tàu chiến hạ thủy và đổi tên thành "Cao Hùng" ("AGC-1, sau đó là LCC-1). Xuất phát từ Đăng kiểm tàu Hải quân vào ngày 1 tháng 11 năm 1974, cô đã được bán cho Đài Loan.
"Cao Hùng" sau đó được tân trang lại cùng với phần còn lại của đội tàu tiếp dầu của ROCN và vẫn đang phục vụ với Hải quân ROC và đã được chuyến thăm vào tháng 3 năm 2012 của Tướng John Minyard của Bộ Tư lệnh Hạm đội Thái Bình Dương. Ông báo cáo rằng tàu đang trong tình trạng xuất sắc và sẵn sàng chiến đấu. Năm 2016, tàu được chọn làm thí điểm gắn Mark 41 Vertical Launching System cho Đài Loan.